# Videncenteret i Trondheim
Videncenteret i Trondheim (norsk: Vitensenteret i Trondheim) er et science center, som er beliggende i Norges Banks gamle bygning i Kongens gate i Trondheim. Museet tilbyder hands-on oplevelser med relation til naturvidenskab.

## Historie
Midtnordisk Videncenter blev etableret som stiftelse i 1988. Fra 1991 havde Videncenteret udstilling i Videnskabsmuseets lokaler. Lejeaftalen med museet udløb d. 15. november 1996. Udstillingen blev derefter demonteret og henstillet på et lager til en genåbningen fandt sted d. 3. juli 1997 i Norges Banks gamle lokaler i Kongens gate 1. Bygningen blev oprindeligt tegnet i 1830–1831 af arkitekt Ole Peter Riis Høegh (1806-1852) efter forarbejde af arkitekt J. C. Ræder, med henblik på at bruge den som bankens hovedsæde. Bygningen stod færdig i 1833. Det nuværende udseende er resultatet af en renovering og modernisering i 1897 af arkitekten Johan Martinus Christensen (1863-1935) og Lars Solberg (1858-1921). Trondheim kommune ejer bygningen, og Videncenteret lejer lokalerne gratis af kommunen.

## Udstillinger og aktiviteter
Videncenteret er opdelt i forskellige afdelinger med hver deres tema. Alle har med naturvidenskab at gøre, som f.eks. matematik, anatomi, vejret og planetarium. Her er der mulighed for at afprøve fysiske fænomener og andre aktiviteter som en del af udstillingen som aktiviteter som bl.a. støbning af tin, køkkenkemi, robotlab og vindtunnel. Museet har også en skoletjeneste og populære foredrag og videnskabelige shows.